# Corythalia diffusa
Corythalia diffusa là một loài nhện trong họ Salticidae.
Loài này thuộc chi Corythalia. Corythalia diffusa được Ralph Vary Chamberlin & Wilton Ivie miêu tả năm 1936.